# ディビダーク
ディッカーホフ＆ウィドマン（独: Dyckerhoff & Widmann AG）は、かつてドイツのミュンヘンにあった建設会社である。
ディビダーク（Dywidag）の略称で知られ、プレストレスト・コンクリート橋をはじめとするコンクリート工事を得意とした。

## 歴史
1865年、ヴィルヘルム・グスタフ・ディッカーホフによりドイツのカールスルーエで創業。当初の社名はLang & Coで、コンクリート製品の製造を行っていた。1866年、ヴィルヘルムの息子のオイゲン・ディッカーホフが入社。オイゲンと、義父のゴットリーブ・ウィドマンはLang & Coの社名をディッカーホフ＆ウィドマンに改め、同社をドイツの大手建設会社に発展させた。1880年代には建設工学の分野に進出し、ポーランド・ヴロツワフの百周年記念ホールなど著名な建築物を受注した。
同社は、コンクリート建設の分野で多くの革新的な技術を導入した。 オイゲンは、19世紀に圧縮コンクリートであるスタンプコンクリートを開発。ドイツのコンクリート建設の標準となった1920年代後期には、コンクリートによるシェル構造であるツァイス・ディビダークシェル構造を開発。1938年にフランクリン協会のエドワード・ロングストレス・メダルを受賞した。同社は1960年代にかけて多くのコンクリートシェルの構造物を建設。ドイツにおけるプレストレスト・コンクリートやカンチレバー工法の確立にも重要な役割を果たした。
1907年に本社をヴィースバーデンに移転。さらに第二次世界大戦後はミュンヘンに移転した。1972年にde:Siemens-Bauunion、1991年にはde:Union-Bauを買収した。2001年にはde:Walter_Bauの傘下に入ったが、Walter_Bauは2005年に破産。ディビダークの事業は分割され、その大部分はオーストリアのストラバッグに買収された。
第二次世界大戦中、同社はアウシュビッツ第36キャンプの奴隷を労働者として使用した。その多くは、1945年までにブーヘンヴァルト強制収容所で死亡した。

## ディビダーク工法

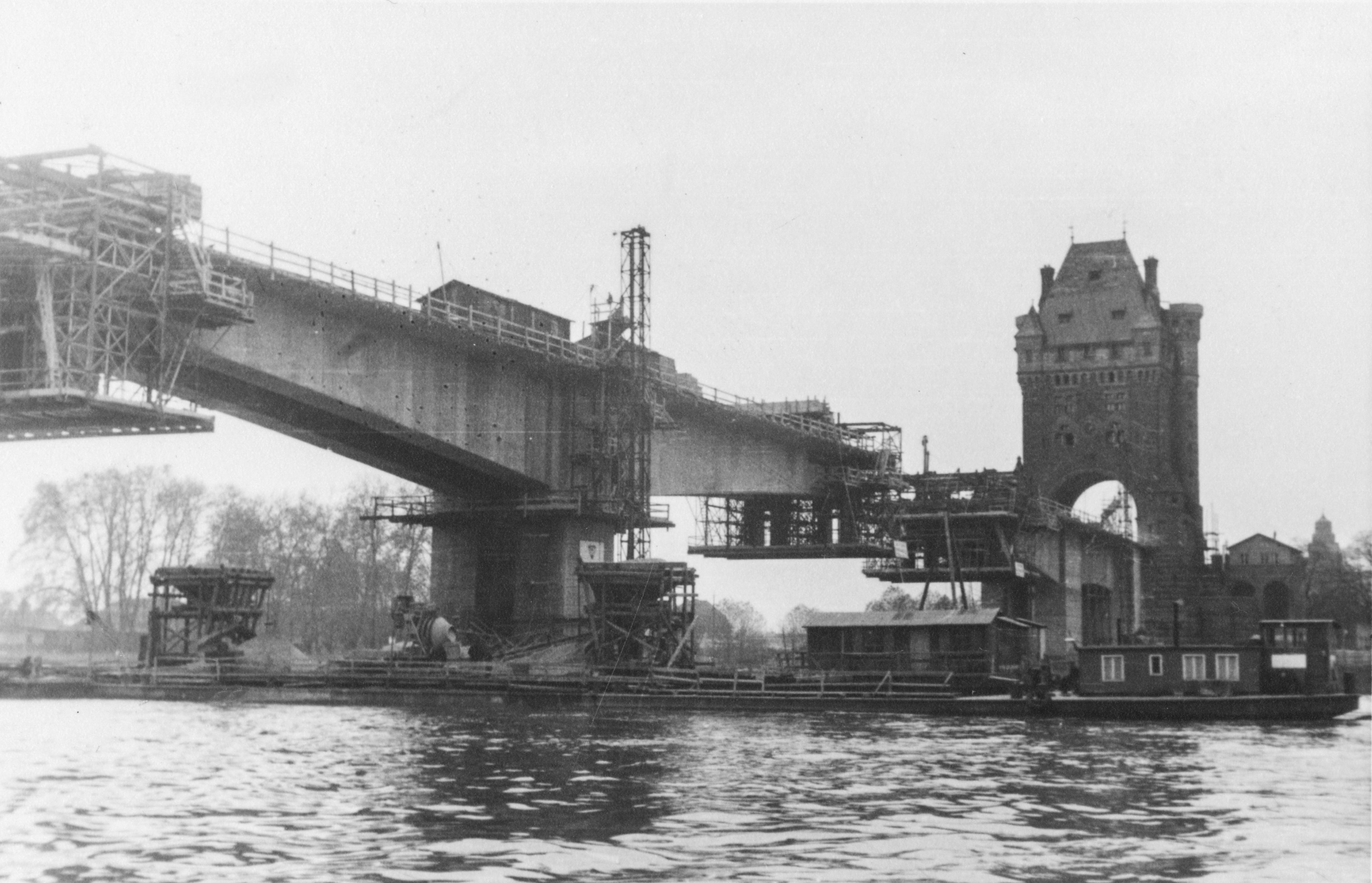
ディビダーク工法で建設中の、ヴォルムスのニーベルンゲン橋。1952年。

コンクリート橋の架設方法。片持式架設工法の一種で、ワーゲンと呼ばれる移動架設車を使い、橋脚または橋台から支間中央部に向かって橋体をブロックごとに継ぎ足して張り出し施工する。支保工を必要としない利点があり、多くの長大コンクリート橋の建設に採用されている。
ディビダーク社のUrlich Finsterwalderらにより開発され、1950年にバルドゥインシュタインのラーン川の橋で初めて導入された。日本では1959年に神奈川県の嵐山橋に採用されたのが初の事例である。ディビダーク工法はPC鋼棒を使うことから、バーシステムと呼ばれる。これに対しPC鋼線を使うケーブルシステムにはFCC工法（Free Cantilever erection with Cable）などがあり、1955年にフランスのChazei橋で初めて導入された。
橋梁以外の技術で特筆すべきものには、下水汚泥処理で消化ガスを得るプレストレスト・コンクリート製卵型タンクなどがある。